# 901
Năm 901 là một năm trong lịch Julius.

## Sự kiện
- Chu Ôn chiếm kinh đô nhà Đường Trung Hoa.

## Mất
- 18 tháng 2-Thabit ibn Qurra, nhà toán học Ả Rập
- 8 tháng 7- Thánh Grimbald